# Liste der Kulturdenkmäler in Hamburg-Moorfleet
Die Liste der Kulturdenkmäler in Hamburg-Moorfleet enthält die in der Denkmalliste ausgewiesenen Denkmäler auf dem Gebiet des Stadtteils Moorfleet der Freien und Hansestadt Hamburg.
Basis ist der Datensatz Denkmalliste Hamburg auf dem Transparenzportal Hamburg. Dieser enthält alle Objekte, die rechtskräftig nach dem Hamburger Denkmalschutzgesetz vom 5. April 2013 unter Denkmalschutz stehen (§ 6 Abs. 1 DSchG HA) oder zumindest zeitweise standen. Die Denkmalliste steht auch als PDF-Dokument zur Verfügung. Alle Denkmäler in Moorfleet, die schon nach dem Denkmalschutzgesetz vom 3. Dezember 1973, zuletzt geändert am 27. November 2007, unter Denkmalschutz standen, sind auch auf der Liste der Kulturdenkmäler im Hamburger Bezirk Bergedorf zu finden.

## Legende
- ID: Gibt die vom Denkmalschutzamt Hamburg vergebene Objekt-ID (Identifikationsnummer) des Kulturdenkmals an, (in Klammern gegebenenfalls die Denkmalnummer nach altem Denkmalschutzgesetz).
- Adresse: Nennt den Straßennamen und, wenn vorhanden, die Hausnummer des Kulturdenkmals. Die Grundsortierung der Liste erfolgt nach dieser Adresse.
- Art: Zeigt an, ob es ein Objekt („O“) oder ein Ensemble („E“) ist.
- Datierung: Gibt die Datierung an; das Jahr der Fertigstellung bzw. den Zeitraum der Errichtung.
- Ensemble: Gibt die Nummer des Ensembles an, zu der das Objekt gehört, bzw. bei Ensembles die Nummer des Ensembles selbst.

Hinweis: Die Grundsortierung der Liste erfolgt nach der Adresse und ist alternativ nach ID, Art (Objekt oder Ensemble), Typ, Datierung, Entwurf oder Kurzbeschreibung sortierbar.

| ID              | Adresse                                                       | Art | Typ                                           | Kurzbeschreibung                                                                                | Datierung                                    | Entwurf         | Ensemble | Bild           |
| --------------- | ------------------------------------------------------------- | --- | --------------------------------------------- | ----------------------------------------------------------------------------------------------- | -------------------------------------------- | --------------- | -------- | -------------- |
| 29801 (716)     | Moorfleeter Deich 97 (Lage)                                   | O   | Wohnhaus; Schuppen                            | Moorfleeter Deich 97, Wohnhaus, rückwärtiger Schuppen und Bäume am Deich                        | 1818, um (Wohnhaus)                          |                 |          |                |
| 27696           | Moorfleeter Deich 100 (Lage)                                  | O   | Wohnhaus                                      |                                                                                                 | 19. Jh.                                      |                 |          |                |
| 27698           | Moorfleeter Deich 110 (Lage)                                  | O   | Wohnhaus                                      |                                                                                                 | 19. Jh.                                      |                 |          | weitere Bilder |
| 29802           | Moorfleeter Deich 171 (Lage)                                  | O   | Wohnhaus; Einfriedung                         | Moorfleeter Deich 171, Wohnhaus und Eisenzaun                                                   | 18. Jh.                                      |                 |          |                |
| 27697 (1016)    | Moorfleeter Deich 341 (Lage)                                  | O   | Wohngebäude/Gasthaus (mit Saal)               | Von Have'sches Etablissement                                                                    | 1888                                         |                 |          |                |
| 28143           | Moorfleeter Deich gegenüber von Nr. 41 (Lage)                 | O   | Wassertreppe                                  | Wassertreppe 51                                                                                 | 1912, um                                     |                 |          | BW             |
| 31131           | Moorfleeter Kirchenweg 56, 64, 66, o.Nr., neben Nr. 56 (Lage) | E   |                                               | Kirche St. Nicolai in Moorfleet                                                                 |                                              |                 | 31131    |                |
| 27702 (103, 25) | Moorfleeter Kirchenweg 56 (Lage)                              | O   | Kirche                                        | St. Nicolai Moorfleet                                                                           | 1680; 1884–86                                |                 | 31131    | weitere Bilder |
| 27703 (103)     | Moorfleeter Kirchenweg 64, 66 (Lage)                          | O   | Pastorat                                      |                                                                                                 | 1741–1742                                    |                 | 31131    | weitere Bilder |
| 27705 (103)     | Moorfleeter Kirchenweg 64, 66 (Lage)                          | O   | Denkmal                                       | Denkmal für Martin Luther, ursprünglich an der Lutherkirche in der Karpfangerstraße aufgestellt | 1906                                         | Harro Magnussen | 31131    | weitere Bilder |
| 27701           | Moorfleeter Kirchenweg neben Nr. 56 (Lage)                    | O   | Kriegerdenkmal (Kriegerdenkmal 1870/71)       |                                                                                                 | 19. Jh., vermutl.                            |                 | 31131    | BW             |
| 27704           | Moorfleeter Kirchenweg neben Nr. 56 (Lage)                    | O   | Kriegerdenkmal (Kriegerdenkmal 1939/45)       |                                                                                                 | 20. Jh.                                      |                 | 31131    | weitere Bilder |
| 27699           | Moorfleeter Kirchenweg o.Nr. (Lage)                           | O   | Friedhof                                      | Friedhof an der Kirche St. Nicolai in Moorfleet                                                 | 14. Jh., 1. Hälfte; 1900, um (Neugestaltung) |                 | 31131    | weitere Bilder |
| 29803 (991)     | Sandwisch 25 (Lage)                                           | O   | Wohnhaus (Schulhaus (im 19. Jh. Armenschule)) | Sandwisch 25, Wohnhaus und Windbäume                                                            | 18. Jh., Ende                                |                 |          | weitere Bilder |
| 27695 (310)     | Sandwisch 51 (Lage)                                           | O   | Skulptur                                      | Römischer Krieger                                                                               | 18. Jh.                                      |                 |          |                |